# Asphondylia hilli
Asphondylia hilli är en tvåvingeart som beskrevs av Edwards 1916. Asphondylia hilli ingår i släktet Asphondylia och familjen gallmyggor. Inga underarter finns listade i Catalogue of Life.